# Въръщ (община)
Въръщ е община в Румъния, съставена от две населени места – Въръщ и Добрени.

## Георгафия
Въръщ се намира в близост до столицата Букурещ – 28 км, покрай нея минава река Аргеш-Сабър. Районът е с богата почва и в него селското стопанство е добре развито.

## История
В края на 19 век общината носи името Въръщ-Обедени, която е част от мрежата Сабарул. Поетът Василе Милитару е роден във Въръщ. В общината има редица исторически паметници като археологическият обект от Добрени, датиращ от неолита (регистриран в националната комисия за паметници и исторически обекти).

## Галерия
- Църква във Въръщ
- Руините на къщите на Раду и Константин Сербан в Добрени, исторически паметник